# 죄르 ETO FC

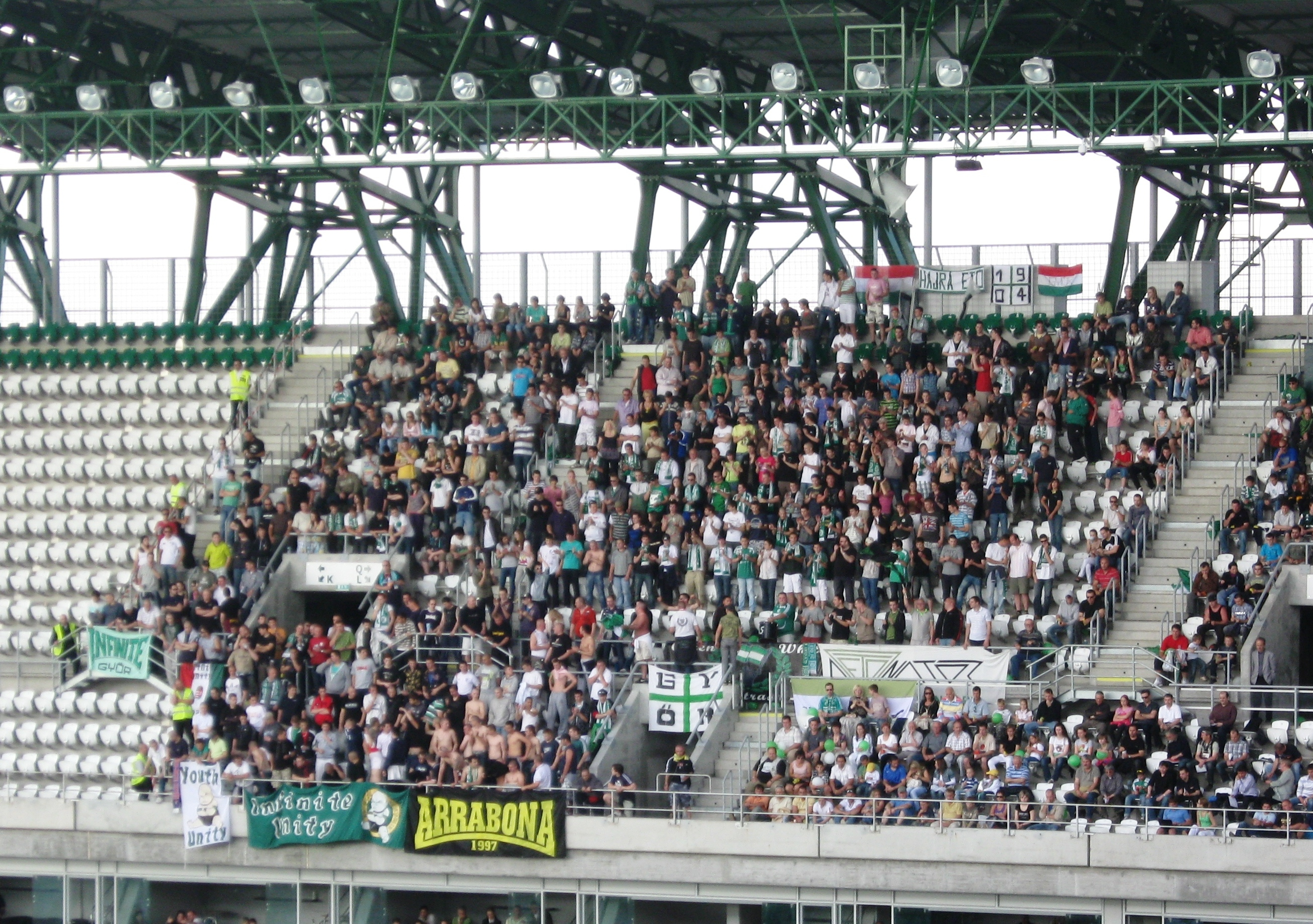

죄르 ETO FC(헝가리어: Győri ETO FC 죄리 ETO FC[*])는 죄르를 연고로 하는 헝가리의 축구 클럽이다. 현재는 넴제티 버이녹샤그 I에 참가하고 있다. 넴제티 버이녹샤그 I에서 3차례 우승했고 유러피언컵 1964-65에서 준결승전까지 진출한 경력이 있다. 팀이 사용하는 색은 초록과 하양이다.

## 성적

### 국내 대회
- 넴제티 버이녹샤그 I 우승 3회 (1963, 1982, 1983), 준우승 2회 (1984, 1985), 3위 5회 (1967, 1974, 1986, 2008, 2010)
- 헝가리 컵 우승 4회 (1965, 1966, 1967, 1979), 준우승 3회 (1964, 1984, 2009)

## 선수 명단

### 현역
참고: FIFA 자격 규정에 따라 소속된 국가대표팀 국기를 표시합니다. 선수는 복수의 FIFA 비회원국 국적을 가지고 있을 수 있습니다.
| 번호 | 포지션 | 국적     | 이름          |
| ---- | ------ | -------- | ------------- |
| 4    | DF     |          | 루시아노 베라 |
| 7    | FW     | 말리     | 마마디 디아라 |
| 27   | FW     | 세르비아 | 네나드 루키치 |

| 번호 | 포지션 | 국적 | 이름            |
| ---- | ------ | ---- | --------------- |
| 55   | FW     |      | 크리스토퍼 크론 |

## 역대 감독
| 감독          | 임기        |
| ------------- | ----------- |
| 버로티 러요시 | 1948 ~ 1952 |
| 센테시 라자르 | 1992        |
| 센테시 라자르 | 2017 ~ 2018 |
| 메쇠이 게저   | 2018 ~      |